# Harry Schmidt (Mathematiker)
Harry Schmidt (* 21. Juni 1894 in Hamburg; † 7. September 1951 in Halle) war ein deutscher Mathematiker. Kerngebiete seiner Forschung waren die Experimentalphysik sowie die Grenzschicht- und Tragflügeltheorie.

## Leben
Im Jahre 1913 begann Schmidt das Studium der Physik, Chemie, Mathematik und Philosophie an der Universität Leipzig. 1919 promovierte er in theoretischer Physik zum Thema Über die Möglichkeit und Stabilität von Gleichgewichtszuständen ruhender sowie rotierender Elektronengruppen innerhalb einer im allgemeinen nichtäquivalenten Kugel von homogener positiver Elektrizität. 1926 wurde er an der Universität Leipzig habilitiert. 1945 erhielt Schmidt einen Ruf als ordentlicher Professor für angewandte Mathematik an die Universität Halle, wenig später wurde er dort Institutsvorstand für Angewandte Mathematik. Nach zweijähriger schwerer Erkrankung an Lungentuberkulose verstarb Schmidt im September 1951.

## Werke
- Das Weltbild der Relativitätstheorie : Allgemeinverständliche Einführung in die Einsteinsche Lehre von Raum u. Zeit, 2., erw. Auflage, Hamburg : Hartung 1920.
- Aerodynamik des Fluges. Eine Einführung in die mathematische Tragflächentheorie. W. de Gruyter & Co. Berlin, 1929.
- Einführung in die Vektor- und Tensorrechnung unter besonderer Berücksichtigung ihrer physikalischen Bedeutung Berlin : Verl. Technik, 1953
- Analysis der elementaren Funktionen, Berlin : Verl. Technik, 1953
- Einführung in die Vektor- und Tensorrechnung unter besonderer Berücksichtigung ihrer physikalischen Bedeutung, Leipzig, Jänecke, 1935